# Polaco (peyorativo)
El término polaco se usa, en sentido peyorativo para referirse en español a una persona de Cataluña. Sus orígenes no están claros y las teorías al respecto son especulativas, si bien todas coinciden en relacionarlo con el hecho de que la palabra también hace referencia a los habitantes de Polonia. El término se usa por gente de toda España, pero más usualmente en Madrid y en las regiones cercanas a Cataluña. Rara vez aparece en la literatura,  ya que forma parte del vocabulario de argot; donde más se usa es en las competiciones deportivas. Dentro de Cataluña se considera un insulto y no se utiliza ya que tiene connotaciones racistas. En Polonia, la mayoría de la gente desconoce que se usa este término en España en este sentido y cuando los medios polacos informan del tema, suelen suavizar sus connotaciones negativas o lo relacionan con una supuesta simpatía de Cataluña hacia Polonia[cita requerida].

## Antecedentes

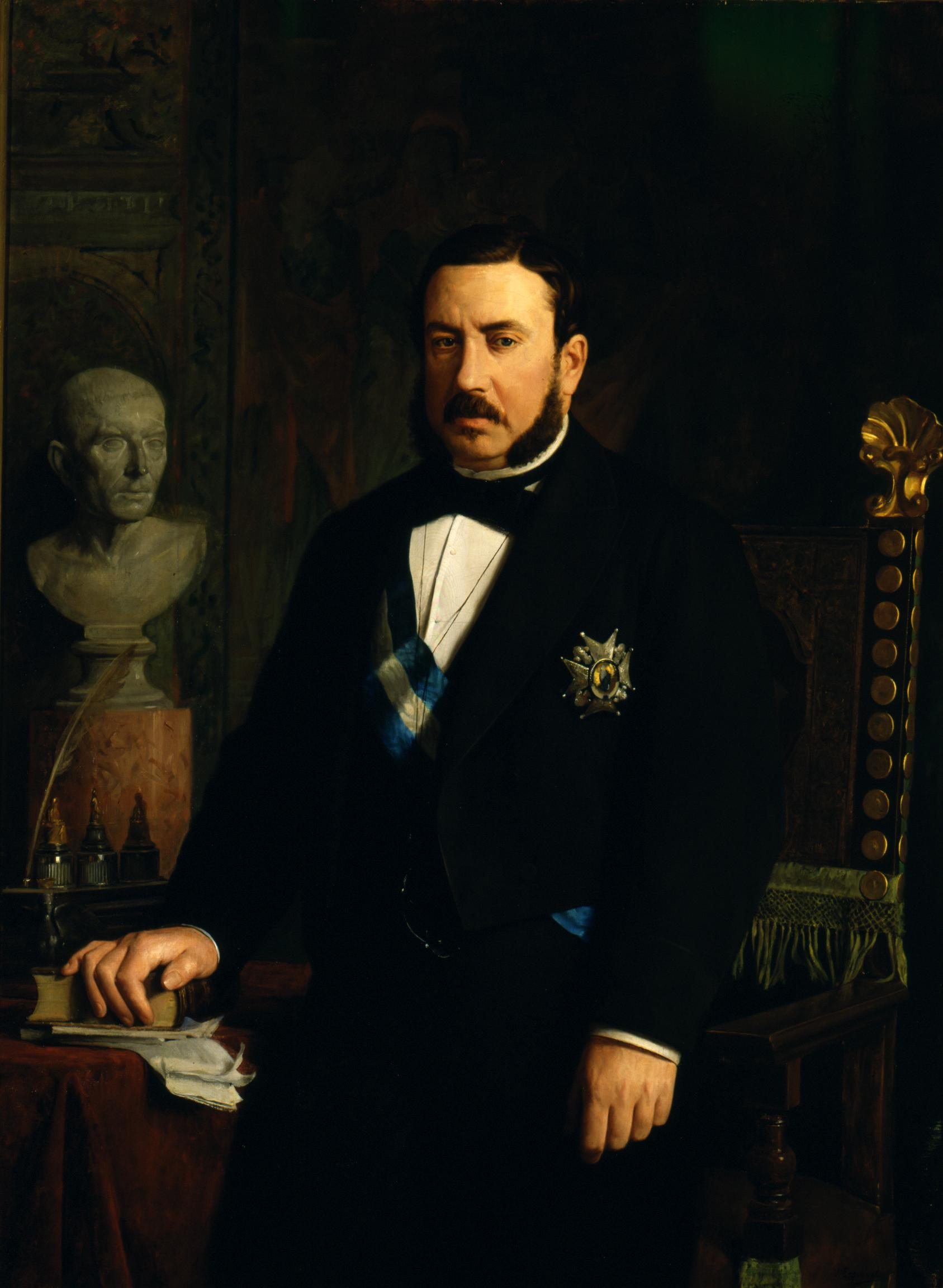
Sartorius, por Vicente Esquivel.

Históricamente el término "polacos" se ha usado en dos ocasiones en español como forma de insulto o difamación. A finales del siglo XVIII el nombre se asociaba a los seguidores y espectadores habituales de uno de los grandes teatros madrileños, el Teatro de la Cruz; los otros, del Teatro del Príncipe, con la que intercambiaban insultos, eran llamados los "chorizos". El nombre se supone que viene del director de la banda, llamado Padre Francisco Polaco. Ambas agrupaciones fueron revividas casi un siglo más tarde en una popular zarzuela de Luis Mariano de Larra Chorizos y polacos (1876); quedando así inmortalizados ambos nombres, si bien no hay indicación de que esto tenga nada que ver con Cataluña. El término "polacos" volvió a aparecer en otro contexto a mediados de los años 1850; el nombre se aplicó a una facción del Partido Moderado. La agrupación estuvo dirigida por Luis José Sartorius, un político a quien erróneamente se atribuía el ser de origen polaco. Debido a la manera de comportarse de este grupo, los término "polacada", "polaquería" y "polaquísmo" se empezaron a usar para indicar favoritismo, amiguismo y arbitrariedad; el término "polaco" significaba un miembro de una red clientelar política. El término cayó en desuso tras la muerte de Sartorius, aunque tuvo una breve reaparición en los años 1880, llegando a aparecer en la novela Miau,  de Benito Pérez Galdós (1888) y en la cuarta serie de los Episodios nacionales, por ejemplo en La revolución de julio. El término "polacada" ha seguido sobreviviendo a duras penas en español hasta el día de hoy, siendo definido en los diccionarios como "un acto de favoritismo"; la palabra "polaco" en el sentido de "enchufado" desapareció totalmente. Otro ejemplo de uso de la palabra polaco en España ocurrió durante la Primera República española, cuando algunos políticos liberales llamaron a España "Polonia del Sur"; en este caso el término no era despectivo y se usaba para sugerir que igual que ocurrió con Polonia en el siglo XVIII , España estaba afrontando la amenaza de una intervención reaccionaria extranjera. No tenía conexión alguna con Cataluña.

## Orígenes

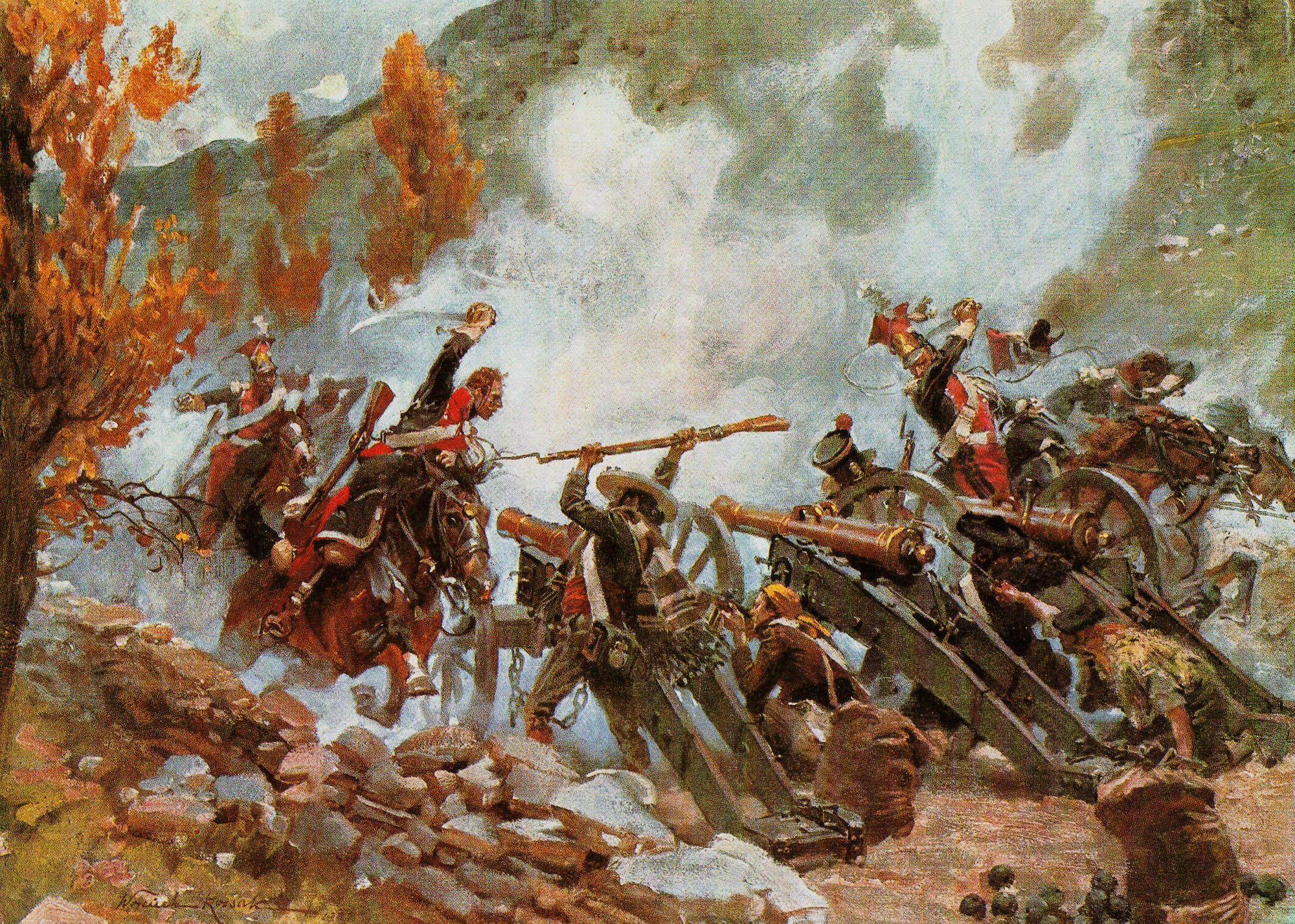
Polacos durante Guerra de la Independencia Española.

Los orígenes del uso anticatalán de "polacos" son oscuros. Hay varias teorías pero son especulativas y difíciles de comprobar. Una bastante improbable es que las relaciones comerciales entre Cataluña y Polonia sirvieron para generar estereotipos étnicos. Una teoría similar y quizás relacionada reclama que en el dialecto andaluz viejo "hablar polaco" significaba "hablar de forma incomprensible". Otros la relacionan con las peleas teatrales del siglo XVIII, aunque la relación de esto con Cataluña no está clara. Otra teoría tiene que ver con que hubo soldados polacos luchando en la Guerra de Sucesión, creando confusión entre los enemigos, aunque esto también se ha propuesto respecto a la Guerra de la Independencia Española o la intervención francesa de 1823. Algunos autores creen que es un paralelismo percibido entre el movimiento de independencia polaco del siglo XIX y los movimientos nacionalistas catalanes y vascos. Otros señalan al periodo de Guerra Civil, cuando presuntamente los soldados sublevados en el frente de Aragón confundieron a los voluntarios polacos de las Brigadas Internacionales con republicanos catalanes. Una tesis bastante popular parcialmente apoyada por pruebas es que el insulto apareció durante el franquismo como parte del argot; y que la referencia a Polonia era casual y el término era para estigmatizar a los reclutas catalanes por su lengua “incomprensible”.
Por último, hay quienes señalan un origen en el parecido fonético entre los nombres Barcelona (diminutivo Barça) y Varsovia, capitales de Cataluña y Polonia respectivamente, por lo que el juego de palabras derivó a la relación entre la región española y el país centroeuropeo.

## Uso
Aunque hay otros formas peyorativas de referirse a los catalanes como "catalufos", "catalinos", "catalardos" o "pantumacas", "polacos"  es posiblemente la más popular en algunos lugares, aunque pueden tener diferentes connotaciones. Mientras el término "catalufo" suele hacer referencia a aquellos catalanes partidarios de la independencia de Cataluña, el término "polaco" se suele usar contra cualquier persona catalana indiscriminadamente. En los partidos de fútbol en los que el Real Madrid juega en casa contra el FC Barcelona, algunos aficionados del Madrid cantan "es polaco el que no bote".